# Marta Altolaguirre
Marta Beatriz Altolaguirre Larraondo (Guatemala, 26 de agosto de 1937) es una abogada, notaria, diplomática, escritora y activista guatemalteca especializada en Derechos Humanos, migración y derechos de las mujeres. Fue viceministra de Relaciones Exteriores en los períodos 2004-2005 y 2007-2008 y Subsecretaría de Cooperación Internacional en la Secretaría de Planificación y Programación de la Presidencia (SEGEPLAN).
Es la sobrina nieta y ahijada de Jorge Ubico Castañeda quién fue presidente de Guatemala entre 1931 a 1944.

## Trayectoria
Se graduó del Colegio Americano de Guatemala y se formó como abogada y jurista en la Universidad Francisco Marroquín donde posteriormente realizó estudios de Posgrado en Ciencias Políticas.
De 1979 a 1996 trabajó en un bufete profesional como abogada. De 1993 a 1996 fue electa por el Congreso de la República de Guatemala y fue miembro del Primer Consejo del Ministerio Público,  órgano colegiado creado por la Ley Orgánica de la Institución para asesorar y auxiliar al Fiscal General de la Nación en el ejercicio de sus asignaciones constitucionales; a raíz de la reforma penal que introdujo el sistema acusatorio en sustitución del sistema inquisitorio tradicional. También desde el Ministerio Público trabajó en el Centro de Apoyo al Estado de Derecho. De 1996 a 1999 fue Presidenta de la Comisión Presidencial Coordinadora de la Política del Ejecutivo en Materia de Derechos Humanos (COPREDEH).
En 1999 fue electa miembro de la Comisión Interamericana de Derechos Humanos para el periodo 2000-2004 durante la Asamblea General de la Organización de Estados Americanos celebrada en Guatemala. Entre las misiones de las que forma parte es en el año 2000 una visita a Ciudad Juárez para conocer la situación de 268 homicidios contra mujeres. En 2001 fue electa Segunda Vicepresidenta de la CIDH y de 2001-2003 fue Relatora para los Derechos de la Mujer.
En 2003 asumió la Presidencia de la Comisión Interamericana de Derechos Humanos. En su intervención en la Asamblea General de la OEA expresó la preocupación de la CIDH por el «progresivo deterioro de la institucionalidad democrática en el hemisferio, en que muchos gobiernos de la región exhiben serias debilidades institucionales e incluso se ven expuestas a intentos de golpes de estado o alteraciones del orden constitucional». Hizo además un llamado a la reflexión colectiva sobre los «medios lícitos a emplear para la prevención, el esclarecimiento y adjudicación de responsabilidades por la ejecución de acciones terroristas y sobre la dimensión de las estrategias concebidas con el fin de prevenirlas».
Posteriormente fue viceministra de Relaciones Exteriores en los períodos 2004-2005 y 2007-2008 y subsecretaria de Cooperación Internacional en la Secretaría de Planificación y Programación de la Presidencia (Segeplan).
Es columnista en diversos medios de comunicación de Guatemala, entre ellos El Siglo, o República y lo fue en Prensa Libre (1986-1990), Siglo 21 (1990-1996), Revista Crónica (1990-1996), ElPeriódico (1997-1998), El Espectador de Colombia (1990-1994) y The Wall Street Journal en 1985.